# مونتشي بريتون
مونتشي بريتون (بالفرنسية: Monchy-Breton)‏ هي بلدية تقع في إقليم باد كاليه من منطقة نور با دو كاليه في شمال فرنسا. تبلغ مساحة هذه المدينة 6.9 (كم²)، وترتفع عن سطح البحر 146 م، يبلغ عدد سكانها 413 نسمة حسب إحصاء المعهد الوطني للإحصاء والدراسات الاقتصادية سنة 2009 م. وترأس Michel Derache البلدية خلال فترة (2008-2014).